# Košické Oľšany
Košické Oľšany és un poble i municipi d'Eslovàquia. Es troba a la regió de Košice, a l'est del país.

## Història
La primera referència escrita de la vila data del 1288.

## Demografia
| Godina             | 1994 | 2004    | 2014   | 2024   |
| ------------------ | ---- | ------- | ------ | ------ |
| Nombre de persones | 843  | 1154    | 1262   | 1388   |
| Diferència         |      | +36,89% | +9,35% | +9,98% |

| Godina             | 2023 | 2024   |
| ------------------ | ---- | ------ |
| Nombre de persones | 1363 | 1388   |
| Diferència         |      | +1,83% |